# Kabinett Juppé II
Das Kabinett Juppé II war vom 7. November 1995 bis zum 2. Juni 1997 die 26. Regierung der fünften französischen Republik.
Die Vorgängerregierung Juppé war am 7. November 1995 zurückgetreten. Staatspräsident Jacques Chirac beauftragte unmittelbar Alain Juppé mit der Bildung einer Regierung, auch die weiteren Regierungsmitglieder wurden noch am gleichen Tag ernannt. Gegenüber dem Kabinett Juppé I wurde die Regierung deutlich verkleinert: Umfasste das Kabinett Juppé I noch 43 Personen (Premierminister, 26 Minister, 2 beigeordnete Minister und 14 Staatssekretäre) waren es nun nur noch 33 (Premierminister, 16 Minister, 11 beigeordnete Minister und 5 Staatssekretäre). Wie ihre Vorgängerregierungen Balladur und Juppé I stützte sich auch diese Regierung auf die überwältigende Mehrheit von Rassemblement pour la République (RPR) und Union pour la démocratie française (UDF) in der Nationalversammlung.
Das Ende der Regierung leitete die vorzeitige Auflösung der Nationalversammlung durch Jacques Chirac am 21. April 1997 ein. Einen Tag nach dem zweiten Wahlgang der Parlamentswahl 1997 trat die Regierung zurück. Nachdem das rechte Lager bei der Wahl die Mehrheit in der Nationalversammlung verloren hatte, trat die Regierung Jospin unter dem sozialistischen Premierminister Lionel Jospin die Nachfolge an, es begann die dritte Cohabitation.

## Zusammensetzung
| Bild                        | Amt | Name                    | Partei | Partei                 |
| --------------------------- | --- | ----------------------- | ------ | ---------------------- |
| Alain Juppé                 | Premierminister | Alain Juppé             |        | RPR                    |
| Minister                    | |                         |        |                        |
| Jacques Toubon              | Siegelbewahrer, Justizminister                                                                                     | Jacques Toubon          |        | RPR                    |
| François Bayrou             | Minister für Nationale Bildung, Hochschule und Forschung                                                           | François Bayrou         |        | UDF-CDS später: UDF-FD |
| Charles Millon              | Verteidigungsminister                                                                                              | Charles Millon          |        | UDF-direkt             |
|                             | Minister für Bau, Wohnen, Verkehr und Tourismus                                                                    | Bernard Pons            |        | RPR                    |
|                             | Außenminister | Hervé de Charette       |        | UDF-PPDF               |
| Jacques Barrot              | Minister für Arbeit und Soziales                                                                                   | Jacques Barrot          |        | UDF-CDS später: UDF-FD |
| Jean-Louis Debré            | Innenminister | Jean-Louis Debré        |        | RPR                    |
| Jean Arthuis                | Minister für Wirtschaft und Finanzen                                                                               | Jean Arthuis            |        | UDF-CDS später: UDF-FD |
|                             | Minister für die Beziehungen zum Parlament                                                                         | Roger Romani            |        | RPR                    |
| Corinne Lepage              | Umweltministerin                                                                                                   | Corinne Lepage          |        | parteilos              |
| Philippe Douste-Blazy       | Kulturminister | Philippe Douste-Blazy   |        | UDF-CDS                |
|                             | Minister für Industrie, Post und Telekommunikation                                                                 | Franck Borotra          |        | RPR                    |
|                             | Minister für Landwirtschaft, Fischerei und Ernährung                                                               | Philippe Vasseur        |        | UDF-PR                 |
| Jean-Claude Gaudin          | Minister für Raumordnung, Städte und Integration                                                                   | Jean-Claude Gaudin      |        | UDF-PR                 |
| Jean-Pierre Raffarin        | Minister für kleine und mittlere Unternehmen, Handel und Handwerk                                                  | Jean-Pierre Raffarin    |        | UDF-PPDF               |
| Dominique Perben            | Minister für öffentliche Verwaltung, Staatsreform und Dezentralisierung                                            | Dominique Perben        |        | RPR                    |
| Beigeordnete Minister       | |                         |        |                        |
|                             | beigeordneter Minister für Veteranen und Kriegsopfer Premierminister                                               | Pierre Pasquini         |        | RPR                    |
| Jean-Jacques de Peretti     | beigeordneter Minister für die Überseegebiete Premierminister                                                      | Jean-Jacques de Peretti |        | RPR                    |
| Guy Drut                    | beigeordneter Minister für Jugend und Sport Premierminister                                                        | Guy Drut                |        | RPR                    |
| Pierre-André Périssol       | beigeordneter Minister für Wohnen Ministerium für Bau, Wohnen, Verkehr und Tourismus                               | Pierre-André Périssol   |        | RPR                    |
| Jacques Godfrain (à droite) | Beigeordneter Minister für Kooperation Außenministerium                                                            | Jacques Godfrain        |        | RPR                    |
| Michel Barnier              | Beigeordneter Minister für europäische Angelegenheiten Außenministerium                                            | Michel Barnier          |        | RPR                    |
|                             | beigeordnete Ministerin für Beschäftigung Ministerium für Arbeit und Soziales                                      | Anne-Marie Couderc      |        | UDF-PR                 |
| Alain Lamassoure            | beigeordneter Minister für Haushalt, Regierungssprecher Ministerium für Wirtschaft und Finanzen                    | Alain Lamassoure        |        | UDF-PR                 |
|                             | beigeordneter Minister für Finanzen und Außenhandel Ministerium für Wirtschaft und Finanzen                        | Yves Galland            |        | UDF-Rad                |
| François Fillon             | Beigeordneter Minister für Post, Telekommunikation und Weltraum Minister für Industrie, Post und Telekommunikation | François Fillon         |        | RPR                    |
| Éric Raoult                 | Beigeordneter Minister für Städte und Integration Minister für Raumordnung, Städte und Integration                 | Éric Raoult             |        | RPR                    |
| Staatssekretäre             | |                         |        |                        |
| Xavier Emmanuelli           | Staatssekretär für humanitäre Nothilfe Premierminister                                                             | Xavier Emmanuelli       |        | parteilos              |
| François d’Aubert           | Staatssekretär für Forschung Ministerium für Nationale Bildung, Hochschule und Forschung                           | François d’Aubert       |        | UDF-PR                 |
| Anne-Marie Idrac            | Staatssekretärin für Verkehr Ministerium für Bau, Wohnen, Verkehr und Tourismus                                    | Anne-Marie Idrac        |        | UDF-CDS später: UDF-FD |
| Margie Sudre (rechts)       | Staatssekretärin für Frankophonie Außenministerium                                                                 | Margie Sudre            |        | parteilos              |
| Hervé Gaymard               | Staatssekretär für Gesundheit und soziale Sicherung Ministerium für Arbeit und Soziales                            | Hervé Gaymard           |        | RPR                    |